# 浦山迅
浦山 迅（うらやま じん、1956年7月20日 - ）は、日本の俳優、声優。大阪府出身。プロダクション・タンク所属。
声優としての代表作に、「となりの妖怪さん」(縁火山太善坊） 、「忍たま乱太郎」(学園長〈二代目〉）、「サマータイムレンダ」(根津銀次郎）、「カーズシリーズ」(ドック･ハドソン）、｢レミーのおいしいレストラン｣（スキナー）、「インサイド・ヘッド」（イカリ）などがある。

## 略歴
東京芸術座附属演劇研究所出身。2008年まで東京芸術座に所属していた。
『忍たま乱太郎』で降板した辻村真人に変わり、第21期から学園長役を引き継いで演じている。なお、死去した徳丸完に変わり、第19期から真毛野押美役を引き継いでいたが、学園長役を引き継いでからは真毛野押美役は第24期から遠藤純一に変更された。

## 人物
方言は大阪弁、河内弁。特技は鉛筆デッサン、柔道（初段）。
ピクサー作品では『インサイド・ヘッド』や、『カーズ』などで多くの主要キャラクターの吹き替えを担当している。

## 出演
太字はメイン。

### テレビアニメ
2004年
- アズサ、お手伝いします!（筒井監督）
- 今日からマ王!（僧侶）
- MADLAX（SSS）

2005年
- CLUSTER EDGE（将軍）
- SPEED GRAPHER（国立教授）
- BLOOD+（退役将軍）
- フルメタル・パニック! The Second Raid（中年医師）

2006年
- 結界師（先生）
- スーパーロボット大戦OG -ディバイン・ウォーズ-（艦長）
- BLEACH（四十六室）

2007年
- 神霊狩/GHOST HOUND（矢崎基）
- ロミオ×ジュリエット（タイタス・ド・マルケージ）

2008年
- ゴルゴ13（ジャン、カルロ）
- テイルズ オブ ジ アビス（アルバイン）
- ポルフィの長い旅（チェザーレ）
- MAJOR シリーズ（2008年 - 2010年、カーター、新木コーチ） - 3シリーズ

2009年
- あたしンち（村田先生）
- こんにちは アン 〜Before Green Gables（アーチャード、おじいちゃん）
- NARUTO -ナルト- 疾風伝（カラクリ師、ゲロ寅）
- 忍たま乱太郎（2009年 - 2025年、常光寺与ヱ門〈3代目〉、真毛野押美〈2代目〉、学園長〈大川平次渦正〉〈2代目〉、忍者）
- Phantom 〜Requiem for the Phantom〜（クラード）
- ミチコとハッチン（隊長）

2010年
- 学園黙示録 HIGHSCHOOL OF THE DEAD（麗の父）
- ご姉弟物語（男性）
- 心霊探偵 八雲（佐藤耕平）
- ダンス イン ザ ヴァンパイアバンド（溝口総理、司会）
- 四畳半神話大系（脳内A〈前頭葉さん〉）
- RAINBOW-二舎六房の七人-（課長、所長）

2011年
- クレヨンしんちゃん（2011年 - 2017年、怪人オクトパ、消防署長、長老）
- ドラえもん（テレビ朝日版第2期）（2011年 - 2022年、強盗、村人、泥棒、大法官、社長、おじいさん、部長 他）
- へうげもの（石川数正）
- 名探偵コナン（2011年 - 2018年、片寄王三郎、岩永巡査、寅倉麻信、佐伯健造、チェアマン）

2012年
- エリアの騎士（田岡監督）
- ヨルムンガンド（マリキス）

2013年
- トレインヒーロー（ニール教官）

2014年
- 牙狼〈GARO〉-炎の刻印-（村長）
- クロスアンジュ 天使と竜の輪舞（ローゼンブルム王国国王）
- フランチェスカ（クラーク博士）

2015年
- 櫻子さんの足下には死体が埋まっている（オヤジ刑事）
- サザエさん
- パンチライン（坪内Q冥）
- ルパン三世 PART IV（2015年 - 2016年、署長、キャスターA）

2016年
- ALL OUT!!（喜多良彰）
- 聖戦ケルベロス 竜刻のファタリテ（老騎士）
- パズドラクロス（じいちゃん）
- 名探偵コナン エピソード“ONE” 小さくなった名探偵（社長）

2017年
- 青の祓魔師 シリーズ（2017年 - 2025年、勝呂達磨） - 4シリーズ
- ロクでなし魔術講師と禁忌教典（リック＝ウォーケン）
- サクラクエスト（園田）
- 神撃のバハムート VIRGIN SOUL（側近、重臣）
- ゼロから始める魔法の書（老魔術師）
- 100%パスカル先生（レジェンドヘルムパスカル、清野正男 / ナゾ仮面2号）
- 将国のアルタイル（エイゼンシュテイン公爵）
- キノの旅 -the Beautiful World- the Animated Series（頭領）

2018年
- ラーメン大好き小泉さん（老夫婦 夫）
- メガロボクス（2018年 - 2021年、胴元） - 2シリーズ
- パズドラ（2018年 - 2024年、執事）
- ルパン三世 PART5（頭取）
- バキ（院長）
- 1日外出録ハンチョウ（大刻屋の大将）
- 逆転裁判 〜その「真実」、異議あり!〜（五十嵐将兵）
- 風が強く吹いている（医師）

2019年
- イナズマイレブン オリオンの刻印（バハート・デスコム）
- ポチっと発明 ピカちんキット（レオの祖父）
- ヴィンランド・サガ（2019年 - 2023年、ラグナル） - 2シリーズ
- 爆丸バトルプラネット（ブレネン）

2020年
- エッグカー（カマキリ爺さん）
- キングダム（2020年 - 2021年、張唐）
- 天晴爛漫!（黒田永照）
- 遊☆戯☆王SEVENS（カンの祖父）
- キミと僕の最後の戦場、あるいは世界が始まる聖戦（2020年 - 2024年、シュバルツ） - 2シリーズ

2021年
- ゴジラ S.P ＜シンギュラポイント＞（山本常友）
- ましろのおと（桂木十寿蔵）
- オッドタクシー（プロデューサー）
- テスラノート（ハオラン）
- サクガン（トレビ学長）

2022年
- 平家物語（源頼政）
- サマータイムレンダ（根津銀次郎）
- SPY×FAMILY（マードック・スワン）
- ユーレイデコ（老人）
- BLEACH 千年血戦篇（2022年 - 2023年、中央四十六室、大爺様） - 2シリーズ

2023年
- ポケットモンスター（2023年 - 2024年、ロイの祖父）
- AIの遺電子（桐山老人）
- 文豪ストレイドッグス（総理）
- ブルバスター（宝田寅正）

2024年
- 百千さん家のあやかし王子（おじいさんA）
- となりの妖怪さん（縁火山太善坊）
- ラーメン赤猫（先代店主）
- チ。-地球の運動について-（修道院長）

2025年
- 戦隊レッド 異世界で冒険者になる（ルルグアット）
- ボールパークでつかまえて!（五十嵐）
- Aランクパーティを離脱した俺は、元教え子たちと迷宮深部を目指す。（モリア）
- 片田舎のおっさん、剣聖になる（レビオス・サルレオネ）
- カラオケ行こ!（組長）

### 劇場アニメ
2000年代
- キノの旅 -the Beautiful World- 病気の国 -For You-（2007年、イナーシャの父）

2010年代
- クレヨンしんちゃん 嵐を呼ぶ黄金のスパイ大作戦（2011年、バター）
- トレインヒーロー（2013年、ニール教官）
- 名探偵コナン 異次元の狙撃手（2014年、コメンテーター）
- 名探偵コナン ゼロの執行人（2018年、総理）
- フリクリ プログレ（2018年、屯吉）

2020年代
- ジョゼと虎と魚たち（2020年、藤田）
- 地球外少年少女（2022年、あんしんくん） - 前後編に分けて劇場公開、Netflixでは全6話で配信
- 映画 オッドタクシー イン・ザ・ウッズ（2022年）
- クレヨンしんちゃん もののけニンジャ珍風伝（2022年、長老）
- 怪盗クイーンはサーカスがお好き（2022年、上越警部）
- 劇場版 忍たま乱太郎 ドクタケ忍者隊最強の軍師（2024年、大川平次渦正）

### OVA
- 最終兵器彼女 Another Love Song（2005年、副長官）
- 装甲騎兵ボトムズ Case;IRVINE（2011年、クレマンソオ）
- 機動戦士ガンダム THE ORIGIN（2015年 - 2018年、デギン・ソド・ザビ[22]） - 2019年に再編集作品『THE ORIGIN 前夜 赤い彗星』テレビ放送[23]
- ルパン三世 ルパンは今も燃えているか?（2018年、百地三太夫[24]）

### Webアニメ
- クレヨンしんちゃん外伝 おもちゃウォーズ（2016年、ガリガリ博士）
- DEVILMAN crybaby（2018年、神父）
- ULTRAMAN（2019年、丸さん）
- ケンガンアシュラ（2019年 - 2023年、大屋健[25]） - 3シリーズ[一覧 7]
- 無限の住人-IMMORTAL-（2020年、村内）
- 日本沈没2020（2020年、曽根）
- ホクレンアニメーション「from North Field_episode1」（2020年、斎藤岳志[26]）
- 爆丸レジェンズ（2023年、ブレネン）
- T・Pぼん（2024年、スネフェル）
- 幼なじみのカルボウ（2024年、ハイダイ[27]）

### ゲーム
2005年
- サクラ大戦V 〜さらば愛しき人よ〜（ミフネ）

2007年
- ソウルキャリバー レジェンズ（セルバンテス・デ・レオン）
- みんなのGOLF ポータブル2（ブライアン）
- ラチェット&クランク5 激突!ドデカ銀河のミリミリ軍団（発明家）

2008年
- アーマード・コア フォーアンサー（有澤隆文）
- ソウルキャリバーIV（セルバンテス・デ・レオン）

2009年
- 遠隔捜査 -真実への23日間-（白川一朗）
- ジャック×ダクスター 〜エルフとイタチの大冒険〜（ラスキン大臣）
- ソウルキャリバー Broken Destiny（セルバンテス・デ・レオン）
- リトルアンカー（アウグスト・ディックハウト）

2012年
- Kinect ラッシュ: ディズニー/ピクサー アドベンチャー（スキナー）
- ソウルキャリバーV（セルバンテス・デ・レオン）
- タイムトラベラーズ（円城義樹）

2013年
- BEYOND: Two Souls

2015年
- スター・ウォーズ バトルフロント（シーヴ・パルパティーン皇帝）
- ドラゴンクエストVIII 空と海と大地と呪われし姫君（ニノ大司教）

2016年
- ドラゴンクエストヒーローズII 双子の王と予言の終わり
- パンチライン
- ファイナルファンタジーXV（ヴァーサタイル・ベスティア）
- レゴ スター・ウォーズ/フォースの覚醒（シーヴ・パルパティーン皇帝）

2018年
- A3!（白澤監督、泉田喜久雄〈銀泉会会長〉）
- メタルマックス ゼノ（ジンゴロウ）

2019年
- キングダム ハーツIII（ナレーター）
- SEKIRO: SHADOWS DIE TWICE（仏師）
- スター・ウォーズ ジェダイ:フォールン・オーダー（シーヴ・パルパティーン皇帝）

2021年
- グランブルーファンタジー（マウロ）

2022年
- ドラゴンクエストX 天星の英雄たち オンライン（山神イプチャル、グロスナー王）

2023年
- サマータイムレンダ Another Horizon（根津銀次郎）
- ドラゴンクエストモンスターズ3 魔族の王子とエルフの旅（ロメオ）
- 機動戦士ガンダム U.C. ENGAGE（デギン・ソド・ザビ）

2024年
- ファイナルファンタジーVII リバース
- ドラゴンクエストX 未来への扉とまどろみの少女 オンライン（グロスナー王）

### ドラマCD
- 家族計画〜邂逅〜 第1巻（老人）
- 家族計画〜邂逅〜 第2巻（取調官）
- 忍たま乱太郎 五年生の段（大川平次渦正）
- 魔術士オーフェン はぐれ旅（ヒクトリア・アードヴァンクル）

### 吹き替え

#### 担当俳優
アンソニー・ホプキンス
- マーベル・シネマティック・ユニバース（オーディン）
  - マイティ・ソー（2011年）
  - マイティ・ソー/ダーク・ワールド（2014年）
  - マイティ・ソー バトルロイヤル（2017年）

- ノア 約束の舟（2014年、メトシェラ）
- ブレイン・ゲーム（2019年、ジョン・クランシー）

ヴィニー・ジョーンズ
- ガーフィールド2（2006年、ロンメル）
- スモーキン・エース2（2010年、マクティーグ）
- キル・ザ・ギャング 36回の爆破でも死ななかった男（2011年、キース・リットソン）

ケン・ストット
- チャーリー・ウィルソンズ・ウォー（2008年、ズヴィ）
- ワン・デイ 23年のラブストーリー（2012年、スティーヴン）
- ザ・ミッシング 〜消えた少年〜（2015年、イアン・ギャレット）

ブライアン・コックス
- 夜明けのゾンビ（2013年、マルコム・ヤング）
- ピクセル（2015年、ポーター大将）
- だめんず・コップ2（2018年、オハガン）
- シークレット・ランナー（2020年、ジル）

デイビッド・ブラッドリー
- ハリー・ポッターと死の秘宝 PART2（2011年、アーガス・フィルチ）
- キャプテン・アメリカ/ザ・ファースト・アベンジャー（2011年、タワー・キーパー）
- JOLT/ジョルト（2021年、ガレス・ファイゼル）
- ため息に乾杯（2023年、ダンカン）

ニック・ノルティ
- ミスター・アーサー（2011年、バート・ジョンソン）
- ラン・オールナイト（2015年、エディ・コンロン）
- リディキュラス・シックス（2015年、フランク・ストックバーン）

レイ・ワイズ
- ワン・ミス・コール（2008年、テッド・サマーズ）
- 私はラブ・リーガル #11（2010年、フランク・ドッド）
- リゾーリ&アイルズ3（2013年、ユージン・アレン判事）
- キャッスル 〜ミステリー作家は事件がお好き シーズン2 #15（2015年、ボビー・フォックス）

#### 映画
1998年
- ガチンコ!（シニア〈アーニー・レイズ・Sr〉）

2003年
- 飛ぶ教室

2004年
- カレンダー・ガールズ
- クロウVSクロウ
- サンダーバード
- SONNY ソニー（アルバート〈シーモア・カッセル〉）
- デビルズ・バックボーン
- ドッグヴィル（トム・エディソン・シニア〈フィリップ・ベイカー・ホール〉）
- みなさん、さようなら
- ムースポート（ケント〈フィリップ・ウィリアムス〉）※ソフト版
- メロディ・タイム
- リクルート
- ルビー&カンタン（ジャンビア〈ロイック・ブラバン〉、館員(2)、ジョゼフ、放射線医、ボジェルの部下(4)、電話交換手）
- ロード・オブ・ザ・タイム（ヒゲの男、男(1)、悪魔の騎士(4)）

2005年
- 宇宙戦争
- がんばれ!ベアーズ（モーリス・バターメイカー〈ウォルター・マッソー〉）※テレビ朝日版DVD用追加録音
- クランク家のちょっと素敵なクリスマス（ウォルト〈M・エメット・ウォルシュ〉）
- ジーザス（ヘロデ王〈ハイウェル・ベネット〉）
- スター・ウォーズ エピソード3/シスの復讐
- 西部戦線異状なし（カチンスキー〈ルイス・ウォルハイム〉）※PDDVD版
- 七人のマッハ!!!!!!!（ヤン将軍〈ノッポン・ゴーマラチューン〉）
- NOLA ニューヨークの歌声（サム〈アダム・ルフェーヴル〉、義父、売店男、カミングス教授）
- 名探偵カッレとスパイ団（ニッケ〈ピエール・リンドステット〉）

2006年
- イナフ※テレビ東京版
- 運命の女（フランク・ウィルソン〈ドミニク・キアネーゼ〉）※テレビ朝日版
- ダイヤモンド・イン・パラダイス（ザカリアス〈オッバ・ババタンド〉）※ソフト版
- 007は二度死ぬ（大里〈島田テル〉）※ソフト版
- 沈黙の脱獄（ブルーノ〈ロバート・ミアノ〉）
- バンディダス（アッシュ頭取〈デニス・アーント〉）
- ビッグママ・ハウス2（クロフォード〈ダン・ラウリア〉）
- ファイヤーウォール ※ソフト版
- ムースポート（クラウド〈デヴィッド・マクニーヴェン〉、イズク、クレイ、男(2)）※機内上映版
- レイヤー・ケーキ（ジミー・プライス〈ケネス・クラナム〉）

2007年
- アメリカン・ソルジャーズ2（レイ〈ボビー・ホセア〉）
- オール・ザ・キングスメン（ウィリー・スターク〈ブロデリック・クロフォード〉）※PDDVD版
- ガンジー（総督〈ジョン・ミルズ〉）※ソフト版
- ギャングスターズ 明日へのタッチダウン（テッド・デクスター〈ケヴィン・ダン〉）
- 幸せのちから（大家〈ヴィクター・レイダー＝ウェクスラー〉）※ソフト版
- スターダスト（門番〈デヴィッド・ケリー〉）
- 300 〈スリーハンドレッド〉
- タクシードライバー（ウィザード〈ピーター・ボイル〉）※ソフト版
- 沈黙の奪還（ウォーターズ〈ギャリック・ハゴン〉）
- トランスフォーマー（ラチェット〈ロバート・フォックスワース〉）
- ニーベルングの指環（ハーゲン〈ジュリアン・サンズ〉）
- ハリー・ポッターと不死鳥の騎士団（株式仲買人のゴブリン）
- ブラッド（ポー〈マコ岩松〉）
- ワイルド・タウン2（チャーリー〈リチャード・ディラード〉）
- ワールド・トレード・センター

2008年
- イタリア的、恋愛マニュアル（マルコ〈セルジオ・ルビーニ〉）
- ヴィレッジ（オーガスト・ニコルソン〈ブレンダン・グリーソン〉）※日本テレビ版
- 12人の怒れる男（陪審員12番）
- スターシップ・トゥルーパーズ3（ドクター・ウィグス〈ダニー・キーオ〉）
- 沈黙のステルス（ピーター・ストーン〈ヴィンチェンツォ・ニコリ〉）
- ディスタービア
- デプスチャージ/合衆国撃沈（クリーグ副艦長〈エリック・ロバーツ〉）
- ナルニア国物語/第2章: カスピアン王子の角笛
- ボビーZ（ジョンソン〈キース・キャラダイン〉）
- 魔法にかけられて
- ミッション・イン・モスクワ（クロット〈レオニド・ヤルモルニク〉）
- ラッシュアワー3（ハン大使〈ツィ・マー〉）

2009年
- あぁ、結婚生活
- アパルーサの決闘（フィル・オルソン〈ティモシー・スポール〉）
- エージェント・オブ・ウォー（総督 / ウォーケン〈ベン・キングズレー〉）
- 奇術師フーディーニ 〜妖しき幻想〜（シュガーマン〈ティモシー・スポール〉）
- ダウト〜あるカトリック学校で〜（フリン神父〈フィリップ・シーモア・ホフマン〉）
- チェ・ゲバラ&カストロ（フルヘンシオ・バチスタ将軍〈トニー・プラナ〉）
- デス・ルーム（ガイド〈ヘンリー・ギブソン〉）
- トランスフォーマー/リベンジ（ラチェット〈ロバート・フォックスワース〉）
- ピンクパンサー2（ローマ法皇〈エフゲーニ・ラザレフ〉）
- わが教え子、ヒトラー（アドルフ・ヒトラー〈ヘルゲ・シュナイダー〉）

2010年
- アリス・イン・ワンダーランド（ドードー鳥〈マイケル・ガフ〉）※劇場公開版
- 運命のボタン
- ジュラシック・プレデター（ハース〈バリー・コービン〉）
- ソルト（オルグ・ワシリエヴィッチ・オルロフ〈ダニエル・オルブリフスキー〉）
- ネバー・サレンダー 肉弾突撃
- パリより愛をこめて
- ホースメン（神父）
- M:i:III（IMF安全保障の頭〈ウィリアム・フランシス・マクガイア〉、病院所属の聖職者〈ジェームズ・コンクリン〉）※フジテレビ版
- ミュータント・クロニクルズ（コンスタンティン〈ジョン・マルコヴィッチ〉）

2011年
- アンストッパブル（オスカー・ガルビン〈ケヴィン・ダン〉）
- アンノウン（ヘラー・シュトラウス〈ライナー・ボック〉）
- ウォール・ストリート
- 英国王のスピーチ
- サウンド・オブ・ミュージック（執事フランツ〈ギル・スチュアート〉）※テレビ東京版
- ザ・タウン（ディノ・シャンパ刑事〈タイタス・ウェリヴァー〉）
- トランスフォーマー/ダークサイド・ムーン（ラチェット〈ロバート・フォックスワース〉）
- パイレーツ・オブ・カリビアン/生命の泉（船長〈ホアン・カルロス・ヴェリド〉）
- みんな元気
- ワイルド・スピード MEGA MAX（署長）

2012年
- アンダーワールド 覚醒（レーン博士〈スティーヴン・レイ〉）
- コンテイジョン（ライル・ハガティ少将〈ブライアン・クランストン〉）
- 空飛ぶペンギン（ナット・ジョーンズ〈クラーク・グレッグ〉）
- ドラゴン・タトゥーの女（ディルク・フルーデ〈スティーヴン・バーコフ〉）
- 引き裂かれたカーテン（カール・マンフレッド〈ギュンター・スタック〉）※ソフト追加収録版
- フライペーパー! 史上最低の銀行強盗（ゴードン・ブライス〈ジェフリー・タンバー〉）
- メン・イン・ブラック3（1969年の警官〈ジェームズ・マーティン・ケリー〉）
- わらの犬（“コーチ”・トム・ヘドン〈ジェームズ・ウッズ〉）
- ワンドゥギ（ワンドゥクの父）

2013年
- 悪の法則（バイヤー〈ディーン・ノリス〉）
- 王になった男（チョ内官〈チャン・グァン〉）※ソフト版
- オズ はじまりの戦い（呼び込み）
- シルク・ドゥ・ソレイユ3D 彼方からの物語（リングマスター〈ルッツ・ハルフブナー〉）
- タワーリング・インフェルノ（フレイカー〈ノーマン・グラボウスキー〉）※BSジャパン版
- プレデター（ブレイン・クーパー〈ジェシー・ベンチュラ〉）※テレビ朝日版追加録音
- ライジング・ドラゴン（クワン教授）

2014年
- トランスフォーマー/ロストエイジ（ラチェット〈ロバート・フォックスワース〉）
- バッド・アス ジャスティス・リターンズ（バーニー・ポープ〈ダニー・グローヴァー〉）
- ファントム/開戦前夜（アレックス・コズロフ〈ウィリアム・フィクナー〉、マルコフ〈ランス・ヘンリクセン〉）
- プリズナーズ（リチャード・オマリー警部〈ウェイン・デュヴァル〉）※BSジャパン版
- ペイン&ゲイン 史上最低の一攫千金（ジョン・ミース〈ロブ・コードリー〉）
- ラッシュ/プライドと友情（英語実況アナ1）
- ランナウェイ/逃亡者（ジェド・ルイス〈リチャード・ジェンキンス〉）
- ロボコップ（ヒューバート・ドレイファス上院議員〈ザック・グルニエ〉）

2015年
- キングスマン（スウェーデンの首相〈ビョルン・フローバルグ〉）
- ゲットバッカーズ（テディ〈トム・ベレンジャー〉）
- スガラムルディの魔女（マリチュ〈テレレ・パベス〉）
- ドム・ヘミングウェイ
- ナイト ミュージアム/エジプト王の秘密（ガス〈ミッキー・ルーニー〉）
- バッド・アス マッド・リベンジ（バーニー・ポープ〈ダニー・グローヴァー〉）
- ビッグゲーム 大統領と少年ハンター（ハマラ〈リスト・サルミ〉）

2016年
- ゲームメイカー 消えたジグソーパズルと巨大迷路の秘密（ニコラス〈エドワード・アズナー〉）
- 人生スイッチ（マウリシオ〈オスカル・マルティネス〉）
- アマデウス（レオポルト・モーツァルト〈ロイ・ドートリス〉）※テレビ朝日版ディレクターズ・カット用追加録音

2017年
- ゴールド/金塊の行方（クライヴ・コールマン〈ステイシー・キーチ〉）
- ザ・ディスカバリー（クーパー〈ロン・カナダ〉）※Netflix配信版

2018年
- ガーディアンズ：呪われた地下宮殿（メイソン〈ケルシー・グラマー〉）
- ダーケスト・マインド（マクナマス大尉〈ウェイド・ウィリアムズ〉）
- バスターのバラード（酒場の主人、老山師〈トム・ウェイツ〉）

2019年
- 追想（ライオネル・メイヒュー〈エイドリアン・スカーボロー〉）
- 移動都市/モータル・エンジン（レイランド〈ピーター・ロウリー〉）
- ジュマンジ/ネクスト・レベル（エディ・ギルピン〈ダニー・デヴィート〉）
- スター・ウォーズ/スカイウォーカーの夜明け（シーヴ・パルパティーン〈イアン・マクダーミド〉）
- ダンボ（マックス・メディチ〈ダニー・デヴィート〉）

2020年
- アルテミスと妖精の身代金（ゴブリン・ボス〈エイドリアン・スカーボロー〉）
- アンカット・ダイヤモンド（アルノ〈エリック・ボゴシアン〉）
- ザ・ファイブ・ブラッズ（メルヴィン〈イザイア・ウィットロック・Jr〉）
- シカゴ7裁判（ジュリアス・ホフマン判事〈フランク・ランジェラ〉）
- ワンダーウーマン 1984（サイモン・スタッグ）

2021年
- ある日どこかで（フィニー〈ジョージ・ヴォスコヴェック〉）※BSテレ東版
- DUNE/デューン 砂の惑星（スフィル・ハワト〈スティーヴン・マッキンリー・ヘンダーソン〉）

2022年
- 愛と哀しみの旅路（カワムラ氏〈サブ・シモノ〉）※Disney+版
- ゴーストバスターズ/アフターライフ（工具店主〈トレイシー・レッツ〉）
- スプラッシュ（ロス博士〈リチャード・B・シャル〉）※Disney+版
- ローマの休日（大使〈ハーコート・ウィリアムズ〉）※日本テレビ版2
- チップとデールの大作戦 レスキュー・レンジャーズ（パテ警部）
- セント・エルモス・ファイアー（ビーミッシュ〈マーティン・バルサム〉）※ザ・シネマ版
- 悪魔のいけにえ -レザーフェイス・リターンズ-

2023年　
- キラーズ・オブ・ザ・フラワームーン
- キャンディ・ケイン・レーン（サンタ〈デヴィッド・アラン・グリア〉）
- サラウンデッド（ウィル〈マイケル・ケネス・ウィリアムズ〉）

2024年
- 食人族（チャコ）※UHD BD版
- ダムゼル/運命を拓きし者（ベイフォード卿〈レイ・ウィンストン〉）
- フライ・ミー・トゥ・ザ・ムーン
- ドライブアウェイ・ドールズ（カーリー〈ビル・キャンプ〉）

2025年
- バック・トゥ・ザ・フューチャーシリーズ（ジェラルド・ストリックランド〈ジェームズ・トールカン〉）※日本テレビ版
  - バック・トゥ・ザ・フューチャー
  - バック・トゥ・ザ・フューチャー PART2

#### ドラマ
- アガサ・クリスティー トミーとタペンス -2人で探偵を-（アンソニー・カーター〈ジェームズ・フリート〉）
- アグリー・ベティ（スレーター上院議員（ウィルミナの父）〈ロン・カナダ〉）
- アストリッドとラファエル 文書係の事件録 シーズン2
- ATHENA -アテナ-
- アフェア2 情事の行方
- アポカリプス 〜黙示録〜（マクシムス〈クリスチャン・コーランド〉）
- アメリカン・ゴッズ（ミスター・ウェンズデイ / オーディン〈イアン・マクシェーン〉）
- アラーム・フォー・コブラ11（ディーター・ボンラート〈ゴットフリート・フォルマー〉）※プライムウェーブ版
- アルフ ファイナル・スペシャル（マイロン・ストーン大将〈ジョン・ショック〉）
- アンダーカバー・ボス4 社長潜入調査（ミッチェル・モデル）
- アンという名の少女（マシュー・カスバート〈R・H・トムソン〉[53]）
- ER緊急救命室
  - シーズン11 #2（ヘス）
  - シーズン12 #16（ミスター・オーダチョースキー）
  - シーズン13 #14（ジョン・バレンタイン〈フランシス・ギナン〉）
- 倚天屠龍記（張三丰、冷謙、空性、何太沖、呉六破）
- WITHOUT A TRACE/FBI 失踪者を追え!（ミッチェル、アルベルト）
- ヴィンチェンツォ[54]
- The Exorcist/エクソシスト（サイモン〈フランシス・ギナン〉）
- NCIS 〜ネイビー犯罪捜査班（トバイアス・フォーネル〈ジョー・スパーノ〉）※DVD版
- NCIS:LA 〜極秘潜入捜査班
  - シーズン3 #15（マーティン・カルストロム〈ピーター・ストーメア〉）
  - シーズン4 #4（ジャック・コールドウィル）
- エリザベス1世 〜愛と陰謀の王宮〜
- エレメンタリー5 ホームズ&ワトソン in NY（ウェンデル・ヘクト〈バリー・シャバカ・ヘンリー〉）
- 堕ちた弁護士 -ニック・フォーリン-（ウェンデル・ラプケ〈ジョン・ゲッツ〉）
- カシコギ（パク・インシク〈パク・クニョン〉）
- 華麗なるペテン師たち（エディ〈ロブ・ジャーヴィス〉）
- GALACTICA/ギャラクティカ（フィラン〈ビル・デューク〉）
- 救命医ハンク7 セレブ診療ファイル
- グッドワイフ #4（ジェラルド・コスコ〈テリー・キニー〉）#7（アーロン・アボット〈グレッグ・エデルマン〉）
- クリミナル・マインド FBI行動分析課
  - シーズン2 #15（ファラデイ刑事〈ビル・スミトロヴィッチ〉）
  - シーズン3 #2（ウォリンスキー刑事〈ゴードン・クラップ〉）
  - シーズン5 #14（フランク）
  - シーズン6 #22（ドン・ウォーエンズ）
  - シーズン8（ジェンセン刑務官）
- グレイス&フランキー（ロバート・ハンソン〈マーティン・シーン〉）
- クワンティコ/FBIアカデミーの真実 シーズン2（マクスウェル・フレッチャー〈フレドリック・レーン〉）
- ゲーム・オブ・スローンズ（ロバート・バラシオン〈マーク・アディ〉）
- 階伯〔ケベク〕
- 刑事フォイル #27 #28
- ゴースト 〜天国からのささやき（カール、ダーク・エイブラムス〈ランス・ハワード〉）
- コールドケースシリーズ
  - シーズン6 #14 #17（ハリー・ハプグッド〈ジェリー・ハーディン〉、ランドリー）#19（ハリー・ケンプ・Jr.〈ハーヴ・プレスネル〉）
  - シーズン7 ザ・ファイナル #22（パトリック・ドーティ副本部長〈キース・ザラバッカ〉）
- ゴシップガール（サイラス・ローズ〈ウォレス・ショーン〉）
- ザ・ホワイトハウス（アーノルド・ヴィニック上院議員〈アラン・アルダ〉）
- THE MENTALIST メンタリストの捜査ファイル
  - シーズン1 #13（A・P・ケイド社長〈ウィングス・ハウザー〉）
  - シーズン3 #10（ボブサンタ）#11（レナード・アーターシュ）
- サンズ・オブ・アナーキー（アレクサンダー・“ティグ”・トレガー〈キム・コーツ〉）
- CSI:ニューヨーク
  - シーズン3 - 4（スタントン・ジェラード警視〈カーメン・アルジェンツィアノ〉）
  - シーズン8（アーサー・ヌーラン〈ジョナサン・シュモック〉）
- CSI:マイアミ
  - シーズン5 #15（ジョセフ・トレヴィー〈ジョアキム・デ・アルメイダ〉）
  - シーズン6 #21 シーズン7 #1（エバン・コールドウェル〈デヴィッド・キース〉）
  - シーズン9 #8（ロジャー・キャバナー〈グレッグ・ヘンリー〉）
- CSI:13 科学捜査班 #10（ジェフリー・フォーサイス〈マーク・モーゼス〉）
- シークレット・アイドル ハンナ・モンタナ（フローマン歯科医）
- ジ・アメリカンズ
- ジェリコ 閉ざされた街（ロバート・ホフマン大佐〈タイタス・ウェリヴァー〉）
- The O.C.（ケイレブ・ニコール〈アラン・デイル〉）
- シグナル/時空を超えた捜査線（イワンダム・ジャノフ〈ゲイリー・チョーク〉）
- SHERLOCK（シャーロック）2
- 主任警部アラン・バンクス（パトリック・アスペーン）
- シンデレラのお姉さん
- 神鵰侠侶（黄薬師）
- 続ハリーズ・ロー 裏通り法律事務所（被害者の男〈ジョン・アイルワード〉）
- スイート・ライフ（ジョージ）
- スキャンダル 託された秘密 シーズン2 #8（リード・ウォレス〈スティーヴン・コリンズ〉）
- スタートレック:ディスカバリー シーズン3（カール（永遠の管理者）〈ポール・ギルフォイル〉）
- スパイ大作戦 第三次世界大戦（ラドス・ゴーラン将軍〈トリン・サッチャー〉）※追加吹き替え分
- スパルタカス（アルビニウス〈ケヴィン・J・ウィルソン〉）
- 戦争と平和
- 孫子兵法（田乞）
- ターミネーター:サラ・コナー クロニクルズ（ヘイズ兵曹長〈クリス・エリス〉）
- 大草原の小さな家（オルデン牧師〈ダブス・グリア〉[55]）※NHK BSプレミアム版
- ダウントン・アビー（ヒュー・“シュリンピー”・マクレア〈ピーター・イーガン〉）
- 高い城の男
- TOUCH/タッチ（ジーク）
- 超能力ファミリー サンダーマン
- ツイン・ピークス The Return（ローレンス・ジャコビー〈ラス・タンブリン〉）
- 24 -TWENTY FOUR-（ワリード・アル＝レザニ〈ハリー・J・レニックス〉）
- デスパレートな妻たち8（ドン〈ジェフ・コーベット〉）
- ナイトメア〜血塗られた秘密〜
- ナルコス（アーサー・クロスビー大使〈ブレット・カレン〉）
- トーチウッド 人類不滅の日（コリン〈マーク・ヴァン〉）
- TRUE DETECTIVE/ロサンゼルス（エディ・ヴェルコロ〈フレッド・ウォード〉）
- NIKITA / ニキータ（モーガン・ケンドリックCIA長官〈ブライアン・ハウ〉）
- バーン・ノーティス 元スパイの逆襲（ゼガリヤ〈W・アール・ブラウン〉）
- ハウス・オブ・カード 野望の階段
- 犯罪捜査官ネイビーファイル シーズン8 #20 #21（トーマス・モローNCIS局長〈アラン・デイル〉）
- PERSON of INTEREST 犯罪予知ユニット
- HAWAII FIVE-0
  - シーズン1 #22,#23（アカホシ議長〈デュアン・チャー〉）
  - シーズン2 #20（マッケナ助祭〈ジェームズ・マイケル・コナー〉）
  - シーズン3（クリス・チャニング〈カルロス・バーナード〉）
  - シーズン6 #19（フランク・ゼイガー〈マーク・バレー〉）
- 犯罪捜査官 アナ・トラヴィス（モーガン警部）
- PAN AM/パンナム（質屋）
- ヒューマン・ターゲット（ブロワード刑事〈ニック・チンランド〉）
- HEROES/ヒーローズ（ロバート・マルデン州知事〈ブルース・ボックスライトナー〉）
- HEROES REBORN/ヒーローズ・リボーン（オオモト・ハチロウ〈ヒロ・カナガワ〉）
- フェイク・フィアンセ（ジム牧師）
- ブレイキング・バッド
- THE BLACKLIST/ブラックリスト（ルイス・ペーニャ、ノバク〈ザック・グルニエ〉）
- フーディーニ&ドイルの怪事件ファイル 〜謎解きの作法〜（ミスター・ピルセン〈ジェームズ・フリート〉）
- FARGO/ファーゴ（ベン・シュミット〈ピーター・ブライトマイヤー〉）
- フォーリング スカイズ（スコット〈ブルース・グレイ〉）
- プライベート・プラクティス4（プライス刑事、ローレンス）
- フラッシュポイント -特殊機動隊SRU-（ジャック・ブローダー）
- プリズン・ブレイク（ルチェロ〈ロバート・ウィズダム〉）
- ブラインドスポット タトゥーの女（空軍中将〈コッター・スミス〉）
- フロム・ダスク・ティル・ドーン ザ・シリーズ（ジェイコブ・フラー〈ロバート・パトリック〉）
- VEGAS/ベガス（バリー・シルバー〈ポール・ベン＝ヴィクター〉）
- ベイツ・モーテル〜サイコキラーの衝動〜
- 碧血剣（程青竹、穆人清）
- ボード・ウォーク・エンパイア4 欲望の街
- BONES（サム・カレン検事〈ジョン・M・ジャクソン〉）
- マードック・ミステリー 〜刑事マードックの捜査ファイル〜（アーサー・コナン・ドイル）
- 魔術師 MERLIN（ベイヤード卿〈クライヴ・ラッセル〉、アリネッド王）
- ミス・マープル4 殺人は容易だ（ヘンリー・ウェイク牧師〈スティーヴ・ペンバートン〉）
- ミディアム 霊能者アリソン・デュボア（マニュエル・デヴァロス検事〈ミゲル・サンドバル〉）
- 名探偵モンク2（ローレンス・ハモンド会長〈ジョン・サンダーフォード〉）
- 名探偵モンク3（ホフマン地方検事補）
- 名探偵ポワロ 複数の時計（ハードカッスル警部）※NHK版
- ライ・トゥ・ミー 嘘は真実を語る シーズン2 #12（ハワード・モス）
- リゾーリ&アイルズ4
- LOST（ホレス・グッドスピード〈ダグ・ハッチソン〉）
- 私はラブ・リーガル
  - シーズン2 #5（マックス・アダムズ）
  - シーズン3 #9（プレミンジャー先生〈ラリー・ポインデクスター〉）
- One Tree Hill（ホワイティ・ダーラム〈バリー・コービン〉）

#### アニメ
- おさるのジョージ（クロマ博士、ポッパー氏）
- アーサー・クリスマスの大冒険（アーニー）
- アングリーバード（ペキンポー判事）
- インサイド・ヘッドシリーズ（イカリ[56]）
  - インサイド・ヘッド
  - ライリーの初デート?
  - インサイド・ヘッド2
- X-メン（トゥーン・ディズニー版）（マグニートー、グリード、シルバー・サムライ）
- オーバー・ザ・ガーデンウォール（木こり）
- カーズシリーズ（ドック・ハドソン）
  - カーズ
  - メーターと恐怖の火の玉
  - カーズ/クロスロード
- カンフー・パンダ ザ・シリーズ（シーフー）
- カンフー・パンダ3（リー・シェン）
  - カンフー・パンダ 4 伝説のマスター降臨[57]
- くもりときどきミートボール
- ザ・シンプソンズ（ホーマー・シンプソン〈2代目〉、ダン・カステラネタ）
  - ロキとバートたちの大乱闘（オーディン）
  - シンプソンズのプラス・アニバーサリー
- ザ・スーパーマリオブラザーズ・ムービー
- サーフズ・アップ
- 手裏剣スクール（校長）
- ジャッキー・チェン・アドベンチャー（シェンドゥ、ラッツオ、フォックス、警官）
- スター・ウォーズシリーズ（銀河帝国皇帝シーヴ・パルパティーン / ダース・シディアス）
  - スター・ウォーズ クローン大戦（ククラーク）
  - スター・ウォーズ/クローン・ウォーズ (テレビアニメ)
  - LEGO スター・ウォーズ:ヨーダ・クロニクル
  - LEGO スター・ウォーズ:ドロイド・テイルズ
  - スター・ウォーズ 反乱者たち（グロン）
  - LEGO スター・ウォーズ/フリーメーカーの冒険
  - スター・ウォーズ レジスタンス（オルカ）
  - LEGO スター・ウォーズ/ホリデー・スペシャル
  - LEGO スター・ウォーズ/恐怖のハロウィーン
  - LEGO スター・ウォーズ/サマー・バケーション
- スパイダーマン（判事）
- スパイダーマン&アメイジング・フレンズ（マグニートー、フランプ、ゲンジおじさん）
- タンタンの冒険/ユニコーン号の秘密（デュボン）
- ティーン・タイタンズ（白蛇、ボブ）
- チャウダー（ミスター・フグ）
- トランスフォーマー アドベンチャー（ヘッドロック）
- ビー・ムービー（レイトン・T・モンゴメリー）
- 百妖譜（師匠）
- レミーのおいしいレストラン（スキナー）
- ロイヤルコーギー レックスの大冒険（ポラックス[58]）
- ワクフ（リュエル・ストルード）

#### テレビ番組（吹き替え）
- ランニング・ワイルド WITH ベア・グリルス 2 #7（ダニー・トレホ〈本人〉[59]）

### テレビドラマ
- 仮面ライダー龍騎（2002年、テレビ朝日） - 食事をしている男
- 火曜サスペンス劇場 運命の瞬間スペシャル 松本サリン事件（2003年）
- ケータイ刑事銭形舞（2003年、BS-i）
- マグロ☆ボーイズ 築地市場純情物語（2004年、EX）
- コスメの魔法（2004年、TBS） - 柴田和之
  - コスメの魔法2（2005年） - 柴田和之
- 相棒シリーズ
  - 相棒Season3 第6話「第三の男」（2004年） - 陣川の上司
  - 相棒Season5 第12話「狼の行方」（2006年） - 野口課長
- 新幹線をつくった男たち（2004年、テレビ東京）
- 義経（2005年、大河ドラマ） - 伊豆頼兼
- 87% - 私の五年生存率（2005年、日本テレビ）
- 火曜サスペンス 新・警視庁捜査一課9係（2006年、テレビ朝日）
- ミラクルボイス（2008年、TBS） - 手塚昌也の声
- 赤と黒（2011年、BSプレミアム）
- 水曜ミステリー9 芸者小春姐さん奮闘記 赤い折り鶴殺人第2回（2011年、テレビ東京）
- 釣りバカ日誌新入社員浜崎伝助（2017年、テレビ東京） - PRナレーション
- 機界戦隊ゼンカイジャー 第33カイ!（2021年、テレビ朝日） - ガクエンワルド（声）[60]

### 舞台
- 東京芸術座公演
  - 赤ひげ（1981年）
  - ウィンダミア・レディ（2002年） - ウィリアム
- 提携公演 戦争と日本人（2003年）
- 平石耕一事務所 熱り(ほとぼり)（2004年）
- NEWS NEWS テレビは何を伝えたか（吉田警部）

### ナレーション
- アドベンチャーフィッシング（BS朝日）
- ザ・ノンフィクション（フジテレビ）

### ボイスオーバー
- 世紀の戦車対決（ディスカバリーチャンネル）
- ハイビジョン特集フロンティア（NHKハイビジョン）
- BS世界のドキュメンタリー（NHK-BS1）
  - ハンス・ジマー 映画音楽の革命児（2023年、ハンス・ジマー）
  - 再検証 ケネディ暗殺の謎に迫る（2023年）
  - フレディ・マーキュリー 10枚の写真（2024年）
  - スイスの象徴になった少女 〜“ハイジ”はこうして生まれた〜（2024年）
  - ナイルの水は誰のものか 〜国境を越えるパワーゲーム〜（2024年）
  - シリーズ ウォルト・ディズニー(2)「アニメーションのパイオニア」（2025年、スティーブン・ワッツ、ロバート・ギブンス）
  - マルコムX暗殺の真相〜アメリカ社会に挑んだ男〜（2025年、アンドリュー・ヤング）
- BBC地球伝説（BS日テレ）
- プレミアム8 シリーズ“ 皇帝 ”たちの野望（2009年、NHKハイビジョン）
- 地球ドラマチック（NHK教育）
  - 「月を目指して 〜アポロ計画を支えた勇気〜」（2007年）
  - 「分解!巨大メカ〜大型フェリーの秘密〜」（2013年）
  - 「大ピラミッド建造の謎〜4600年前の日誌は語る〜」（2015年）
  - 「あなたの知らない"自由の女神"〜隠された謎に迫る〜」（2016年）
  - 「中国 紫禁城の秘密」（2018年）
  - 「あなたの知らないパリ〜潜入!驚異の地下迷宮〜」（2018年）
  - 「アルハンブラ 奇跡の城塞都市の秘密」（2023年）
- ナショナルジオグラフィックチャンネル
  - ザ・宇宙 〜神秘と驚異〜
  - 地獄の地図 悪しき魂が集う闇（2017年、ダニー・トレホ）
- 美の巨人たち
- モーガン・フリーマン 時空を超えて（NHK-Eテレ）
- ワック・マガジンズ 東洋宮武が覗いた時代（2009年、声の出演）

### 人形劇
- ケーキーズ（苺原 / ショートン）

### CM
- 武田薬品工業 アネトンせき止めZ液CM（上司）

### その他コンテンツ
- 東京ディズニーランド スペシャルイベント『ディズニー・クリスマス・ストーリーズ』（先生）
- 東京ディズニーランド アトラクション『白雪姫と七人のこびと』アナウンス追加部分（先生）

### シリーズ一覧
1. ↑  第4シリーズ（2008年）、第5シリーズ（2009年）、第6シリーズ（2010年）
2. ↑  第2期『京都不浄王篇』（2017年）、第3期『島根啓明結社篇』（2024年）、第4期『雪ノ果篇』（2024年）、第4期『終夜篇』（2025年）
3. ↑  第1期（2018年）、第2期『NOMAD メガロボクス２』（2021年）
4. ↑  SEASON 1（2019年）、SEASON 2（2023年）
5. ↑  Season I（2020年）、Season II（2024年）
6. ↑  第1クール（2022年）、第2クール『-訣別譚-』（2023年）
7. ↑  シーズン1/パート1・2（2019年）、シーズン2/パート1（2023年）

### 初出話一覧
1. 1 2 3  第1話初出
2. ↑  第11話初出
3. ↑  第6話初出
4. ↑  第3話初出
5. ↑  第13話初出
6. ↑  第5話初出
7. ↑  第4話初出